# Anchusa konyaensis
Anchusa konyaensis är en strävbladig växtart som beskrevs av Yild. Anchusa konyaensis ingår i släktet oxtungor, och familjen strävbladiga växter. Utöver nominatformen finns också underarten A. k. selcukensis.